# Sebastes hubbsi
Sebastes hubbsi és una espècie de peix pertanyent a la família dels sebàstids i a l'ordre dels escorpeniformes.

## Descripció
Fa 15,6 cm de llargària màxima.

## Alimentació
Menja anxoves, arengs, calamars i organismes bentònics (gambetes i crancs).

## Hàbitat i distribució geogràfica
És un peix marí, demersal i de clima tropical, el qual viu al Pacífic nord-occidental: des del sud de l'illa de Hokkaido (el Japó) fins a Corea del Sud, incloent-hi el mar de la Xina Oriental i la mar Groga.

## Observacions
És inofensiu per als humans, el seu índex de vulnerabilitat és moderat (38 de 100) i la seua carn té un excel·lent sabor, la qual cosa és força apreciada pels amants del peix cru.